# Ai Cập học
{{Nhiều vấn đề|
Ai Cập học (tiếng Anh: Egyptology, là ghép từ Egypt (Ai Cập) và logy bắt nguồn từ tiếng Hy Lạp logia, λογία, là sự hiểu biết) là ngành nghiên cứu lịch sử, văn học, tôn giáo và nghệ thuật Ai Cập cổ đại, ứng với một thời đại từ thiên niên kỷ thứ 5 trước Công nguyên tới khoảng thế kỉ 4 sau Công nguyên. Ở châu Âu lục địa, Ai Cập học chủ yếu được xem như một trường phái ngữ văn học, trong khi ở Bắc Mỹ nó thường được coi là một nhánh của khảo cổ học. Việc nghiên cứu cổ Ai Cập đã có ở chính Ai Cập từ thời hậu kỳ Cổ đại và thời kỳ văn minh Hy-La, tuy nhiên từ thế kỉ 17 mới bắt đầu trở thành một ngành nghiên cứu theo nghĩa hiện đại với cha đẻ của nó là tu sĩ, nhà khoa học Đức Athanasius Kircher.